# Kourwéogo
Kourwéogo ist eine Provinz in der Region Plateau Central im westafrikanischen Staat Burkina Faso mit 162.754 Einwohnern auf 1588 km².
Die Provinz besteht aus den Departements Sourgoubila, Laye, Boussé, Niou und Toéghin. Hauptstadt ist Boussé.

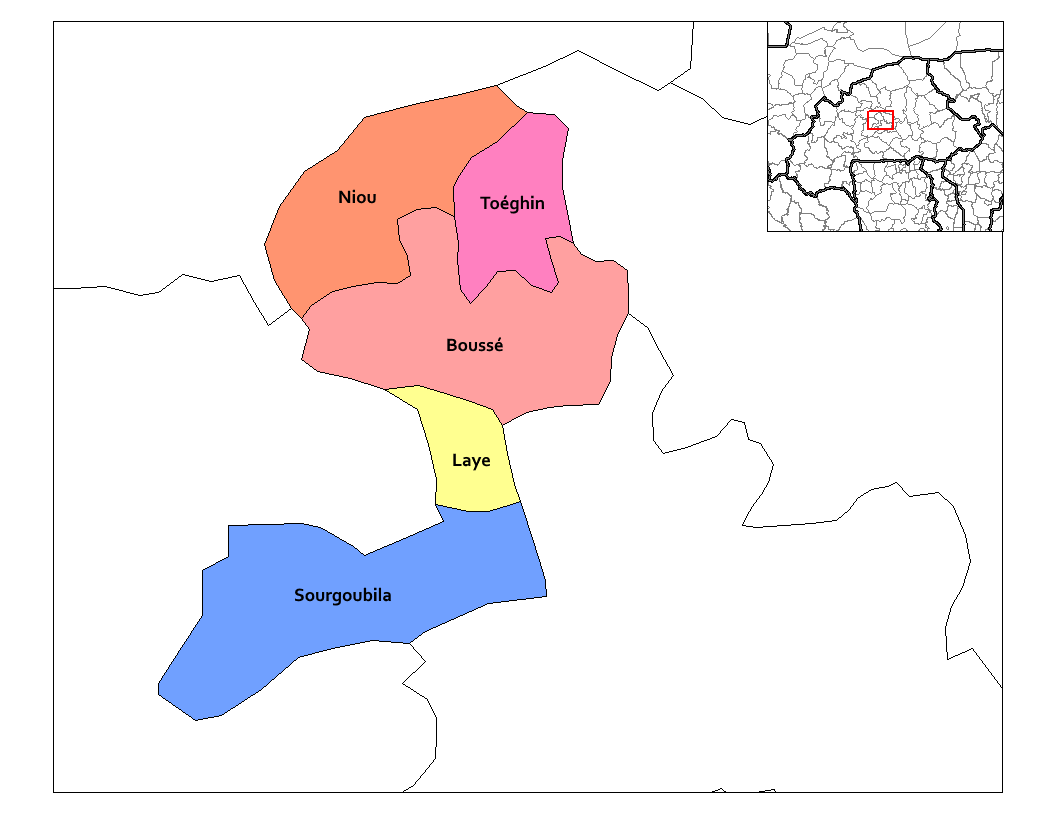
Departements in Kourwéogo